# DejaGnu
DejaGnu es un framework para probar otros programas. Tiene un script principal llamado runtest que va a través de un directorio mirando a archivos de configuración en consecuencia ejecuta ciertas pruebas según un criterio.  El propósito del paquete DejaGnu package es proveer una interfaz para todas las pruebas. Es parte del proyecto GNU y como tal tiene licencia GPL. está basado en Expect, que a su vez es una extensión de Tcl. Los mantenedores actuales son Rob Savoye, y Ben Elliston.

## Pruebas
DejaGnu tiene una larga historia en pruebas debido a su base Tcl. Tcl es muy utilizado por empresas como Oracle y Sybase para probar sus productos. DejaGnu permite estre trabajo de una forma más estructurada.
Una prueba se puede invocar con runtest en el directorio raíz del proyecto:
```
runtest --tool programa_a_probar
```